# フォカッチャ

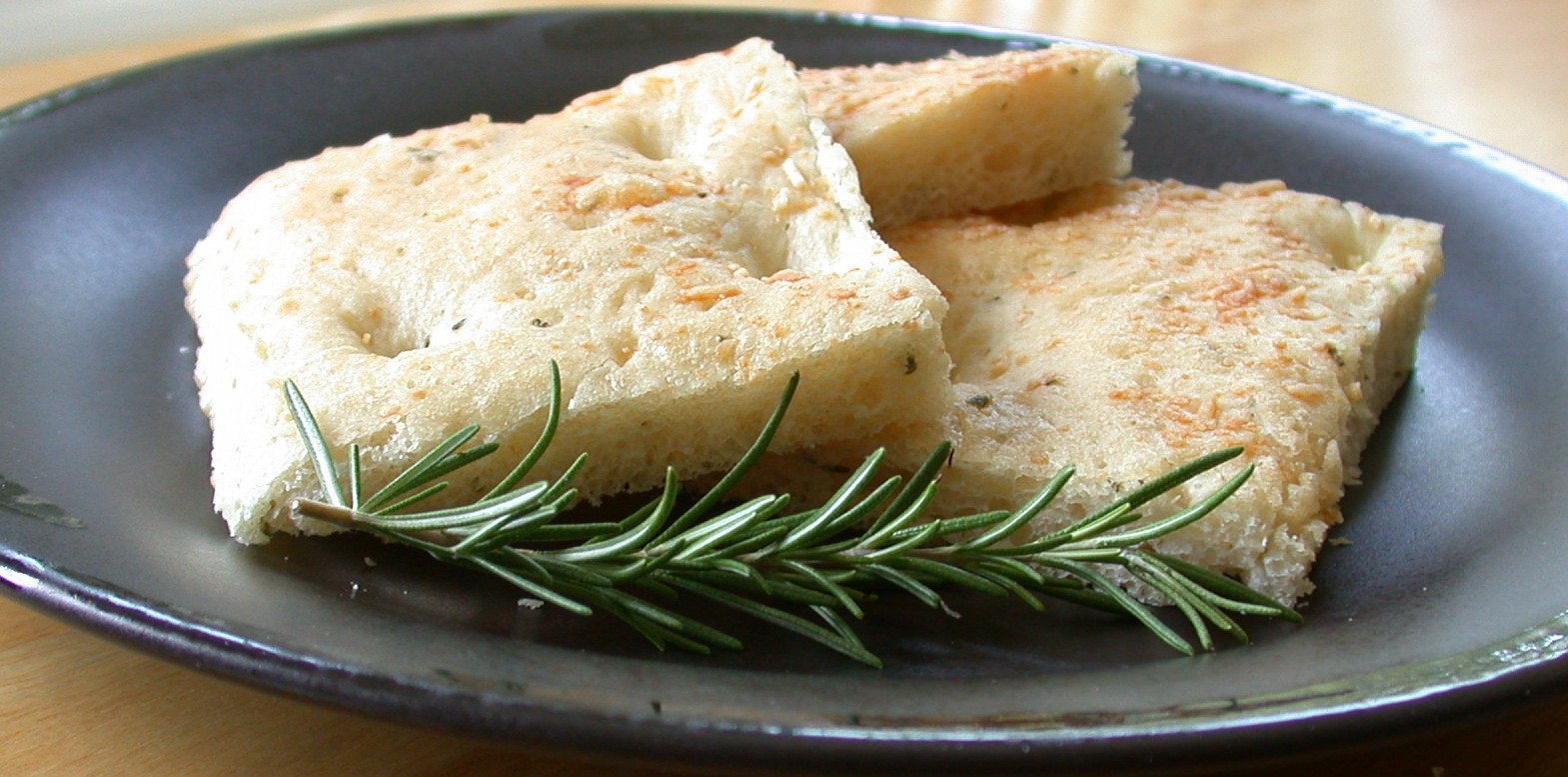
切ったフォカッチャ

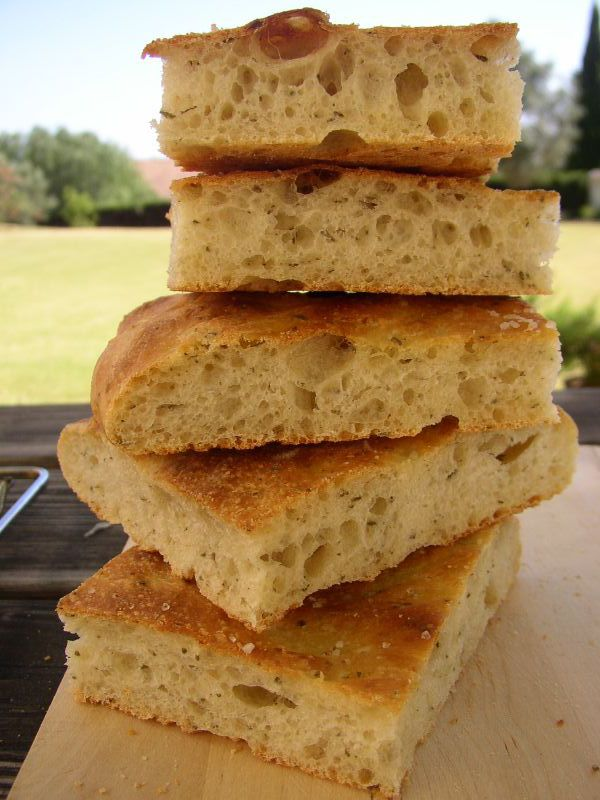
フォカッチャの断面

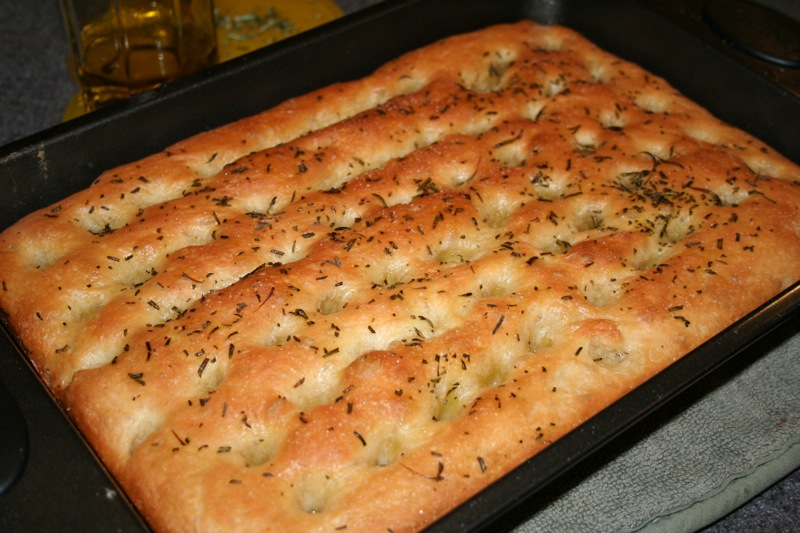
切る前のフォカッチャ

フォカッチャ（Focaccia）、スキアッチャータ（Schiacciata）とはイタリア料理で供される平たいパンである。

## 概要
強力粉、オリーブオイル、水、塩、イーストなどを原料とした生地を麺棒か手で延ばし、指でいくつかの凹みを作る。生地ができたら、石窯やオーブンで焼き上げる。オリーブオイルやハーブで味をつけ、そのまま食べたり、肉や野菜、チーズなどをはさんでサンドイッチとして食べる。
前菜の更に前に出されるおつまみとして、また、料理のつけあわせや、パンと一緒に出されることもある。イタリアのプーリア、リグリア地方のものが有名で、地域によっては家族のお祝いごとに普段料理をしない父親が作って提供する習わしがある。
日本でもレストランやベーカリーなどでよく見かけるが、オリーブオイル以外の油脂や砂糖、乳製品などを用い、本場とはやや異なる風味になっているものもある。
ファミリーレストランのガスト、サイゼリヤ、ココスなどで類似の商品を提供している。サイゼリヤでの商品名は「フォッカチオ」である。

## 歴史
イタリアにあるジェノヴァが発祥とされる。挽いた穀物の粒と水を混ぜた生地を焼いたものがフォカッチャの前身だとされており、古代ローマ時代から作られていたと考えられている。ピザの原型と言われている。

### 語源
フォカッチャの由来は、火を意味するFuocoが由来で、フォカッチャは、「火で焼いたもの」を意味する。
一方、スキアッチャータの由来は、イタリア語で押しつぶすという意味の「Schiacciare」が由来である。